# Yomi (Band)
Yomi (japanisch 黄泉, Unterwelt oder Hölle bedeutend) ist eine lettische Folk-Metal-Band aus Riga.

## Geschichte
Gegründet wurde die Band im April des Jahres 2013 in der lettischen Hauptstadt Riga durch den Sänger Khurr, der zudem die folkloristischen Instrumente spielt, und Schlagzeuger Audrey. Durch mehrere Umbesetzungen innerhalb der Band und die mangelnde Zeit der Musiker für die Gruppe wurde diese noch im selben Jahr aufgelöst.
Dennoch entstanden, obwohl die Band sich erst im Jahr 2014 neu formierte, erste Lieder, die es später auf dem Demoalbum Age of the Gods schafften. Als neue Musiker wurden der Gitarrist Isaz, der Bassist Tom und die Schlagzeugerin Stephanie bei Yomi aufgenommen. Das Demoalbum Land of the Gods, welches im Januar 2015 erschien, erfuhr im September gleichen Jahres eine Neuauflage mit zwei zusätzlichen Titeln.
Yomi landeten beim russischen Label Sound Age Productions und veröffentlichten im November des Folgejahres mit Genpei das zweite Studioalbum. Etwa ein Jahr später erschien mit Land of the Rising Sun das inzwischen dritte Album der Band. Zudem verließen Schlagzeugerin Stephanie und Gitarrist Isaz die Band, sodass Tom zur Gitarre wechselte, Audrey als Schlagzeuger zurückkehrte und mit Dima ein neuer Gitarrist integriert wurde.

## Musik
Yomi spielen Folk Metal, der stark von Skyforger beeinflusst ist. Als weitere Einflüsse nennt die Band God of Shamisen und die Yoshida Brothers. Anstatt traditioneller europäischer Instrumente nutzen die Musiker japanische Musikinstrumente wie Shamisen, Shakuhachi und Maultrommel. Die Stücke sind zumeist im Mid-Tempo-Bereich angesiedelt, der Gesang wird hauptsächlich gegrowlt. Die Gitarre folgt meist dem Klang der traditionellen Instrumente. Kritisiert wurde häufig, das die Musik sehr monoton klingt. Die Musik ist nicht melodisch, die einzigen melodisch anmutenden Aspekte werden von den traditionellen japanischen Instrumenten erzeugt.
Die Texte, die hauptsächlich in englischer Sprache geschrieben sind und ab und zu japanische Verse beinhalten, beschreiben hauptsächlich die Mythologie und die Geschichte Japans. So verarbeite das Debütalbum japanische Märchen, Mythen und Legenden, während das zweite Album sich mit dem Gempei-Krieg zwischen dem Minamoto- und dem Taira-Clan auseinandersetzt. Das dritte Album Land of the Rising Sun greift die Mongoleninvasionen in Japan zwischen 1273 und 1281 auf.

## Diskografie
- 2015: Age of the Gods (Demo-Album, Neuauflage 2015 mit zwei zusätzlichen Bonustiteln)
- 2016: Genpei (Album, Sound Age Productions)
- 2018: Land of the Rising Sun (Album, Eigenproduktion)